# Österreichische Automobil-Gesellschaft

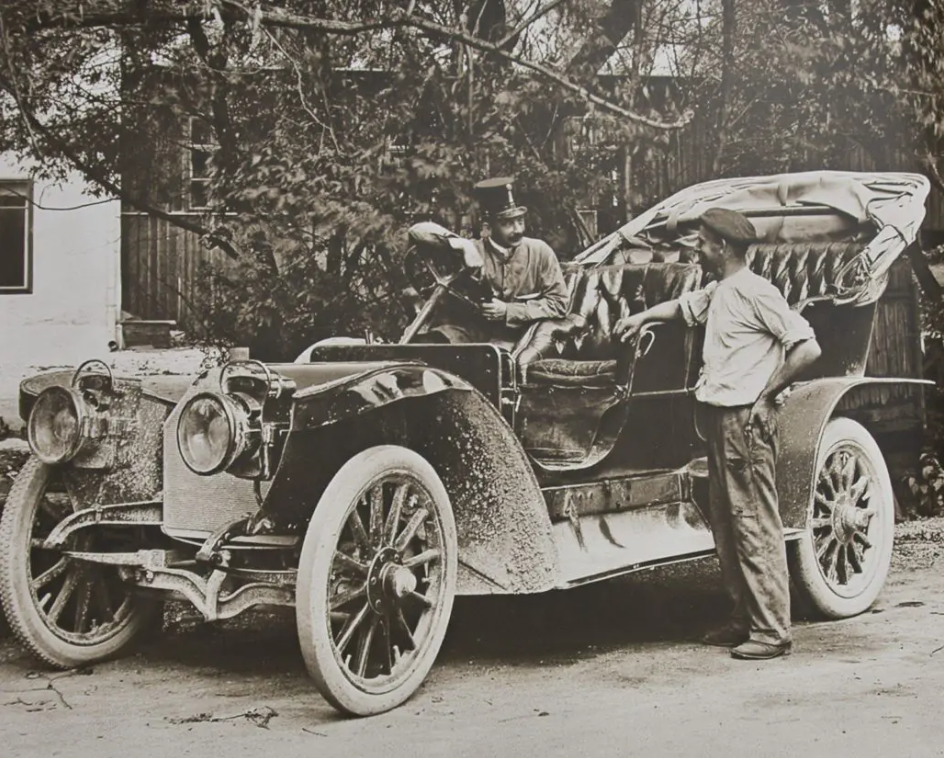
Offener Tourenwagen Maja

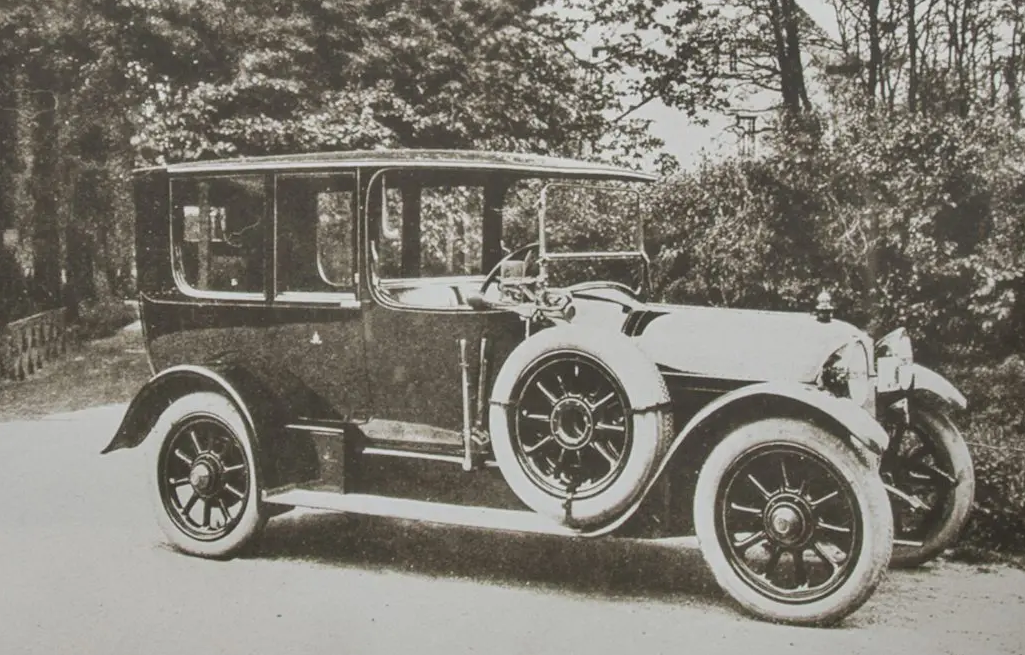
Geschlossener Tourenwagen Maja

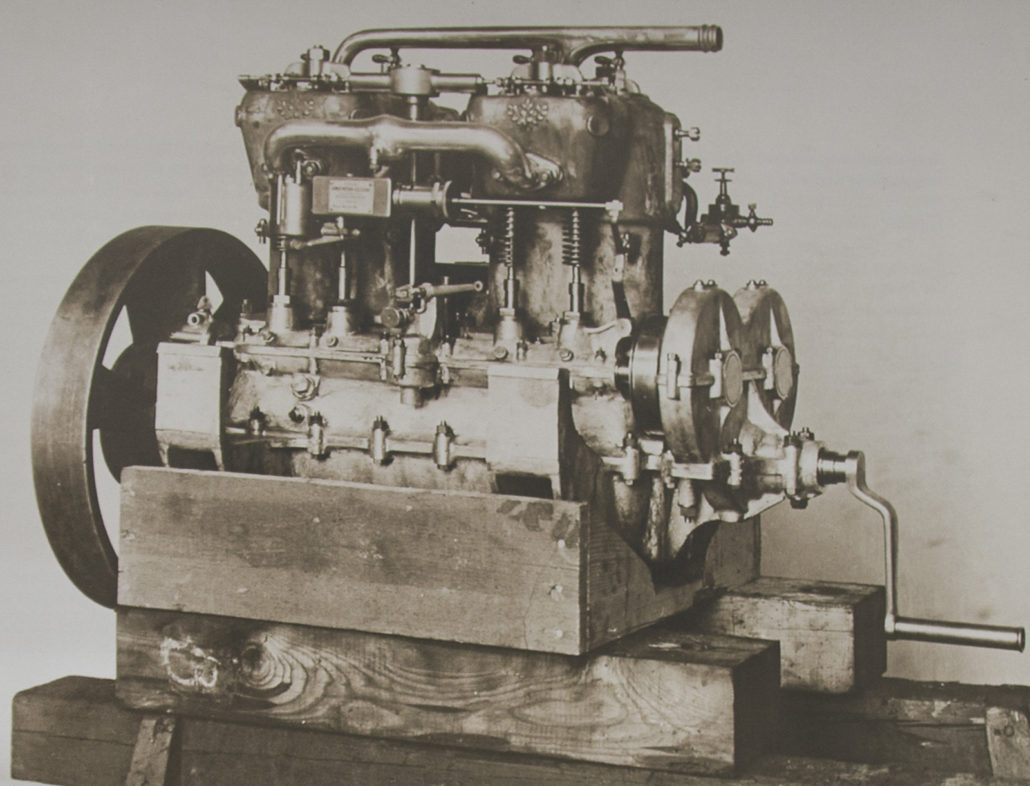
Motor des Maja-Wagens mit T-Kopf und Seitenventilsteuerung

Die Österreichische Automobil-Gesellschaft war eine 1906 von Emil Jellinek gegründete Vertriebsgesellschaft für Automobile in Österreich-Ungarn. Das einzige Modell war der von Austro-Daimler hergestellte Maja-Wagen. Bereits 1908 ging das Unternehmen in Konkurs.

## Geschichte
Emil Jellinek gründete das Unternehmen im November 1906 in Wien mit einem Kapital von 900.000 österreichischen Kronen, die er als Entschädigung für den Verzicht auf das Monopol für den Vertrieb von Mercedes-Automobilen in Österreich-Ungarn, Frankreich, Belgien und den USA erhielt. Aufgabe des Unternehmens war der Vertrieb der auf Jellineks Anregung bei der Oesterreichischen Daimler-Motoren-Gesellschaft, besser bekannt als Austro-Daimler, gefertigten Maja-Wagen in Österreich-Ungarn, für den Vertrieb im Ausland gründete Jelinek die Mercedes-Vertriebsgesellschaft, in Deutschland sollte der Vertrieb über die 1907 gegründete Maja-Verkaufs-Gesellschaft G. H. Schoenleber & Co. in Stuttgart erfolgen, in England über eine weitere Gesellschaft in London und in den Vereinigten Staaten über die American Branch Maja Co. Ltd. in New York. Weitere Vertriebsbüros befanden sich in Paris und Sankt Petersburg.
Der Markenname Maja stammte von der 1906 geborenen zweiten Tochter Jellineks, Andrée Jellinek, genannt Maja. einer Stiefschwester von Mercédès Jellinek, der Namensgeberin der Mercedes-Automobile. Der Maja-Wagen sollte von Paul Daimler konstruiert werden, wozu es jedoch nicht kam, da dieser nach Stuttgart-Untertürkheim zurückgerufen wurde, nachdem der bisherige Chefkonstrukteur Wilhelm Maybach die Daimler Motoren Gesellschaft nach einem Zerwürfnis mit dem Vorstand verlassen hatte. Jellinek warb Ferdinand Porsche von den Lohner-Werken  ab und setzte ihn als neuen Technischen Direktor der Oesterreichischen Daimler-Motoren-Gesellschaft ein. Die Produktion des Maja-Wagens bei der Oesterreichischen Daimler-Motoren-Gesellschaft begann 1907. Im Jahre 1908 ging das Unternehmen in Konkurs. Gründe dafür waren Getriebeschäden am Maja-Wagen, die mangelnde Akzeptanz des Getriebes und die rückläufige Konjunktur auf dem Automobilmarkt. Der Maja-Wagen wurde ab 1909 von Austro-Daimler selbst vermarktet und blieb bis 1914 in der Produktion.

## Fahrzeug
Das einzige Modell des Maja-Wagens war der 24/28 PS. Für den Antrieb sorgte ein Vierzylindermotor mit 5700 cm³ Hubraum mit T-Kopf und Seitenventilen. Die Kraftübertragung auf die Hinterachse erfolgte über Ketten, später auch über Kardanwelle. Angeboten wurden offene und geschlossene Tourenwagen mit Platz für fünf Personen, wobei nur das Chassis mit Motor und Lenkung von der Oesterreichischen Daimler-Motoren-Gesellschaft stammte, während der Aufbau von einem Carossier gefertigt wurde. Eine Besonderheit war das Ziehkeilgetriebe Diamant, das über eine Lenkradschaltung bedient werden konnte. Dieses Getriebe erwies sich später als mangelhaft und wurde gegen durch ein Schieberadgetriebe ersetzt.